# Desmond Trufant
Desmond Trufant (* 10. September 1990 in Tacoma, Washington, Vereinigte Staaten) ist ein ehemaliger US-amerikanischer American-Football-Spieler auf der Position des Cornerbacks. Er spielte von 2013 bis 2019 für die Atlanta Falcons in der National Football League (NFL) und stand anschließend bei den Detroit Lions, den New Orleans Saints und den Las Vegas Raiders unter Vertrag.

## Frühe Jahre
Trufant ging auf die Woodrow Wilson High School in Tacoma. Hier zeigte sich schon früh sein Talent auf der Position des Cornerbacks. Mehrere Colleges unterbreiteten ihm ein Angebot. Er entschloss sich für die University of Washington.

## NFL

### Atlanta Falcons
Trufant wurde im NFL-Draft 2013 in der ersten Runde an 22. Stelle von den Atlanta Falcons ausgewählt. Hier unterschrieb er einen Vierjahresvertrag. In seiner ersten Saison stellte er einen immer noch bestehenden Franchise-Rekord für die Atlanta Falcons auf, indem er 17 Pässe in seiner Rookie-Saison verteidigte. Außerdem gelangen ihm in seiner ersten Saison 70 Tackles, zwei Interceptions und ein erzwungener Fumble. Am 29. November 2016 wurde Trufant auf Grund einer Schulterverletzung auf die Injured Reserve List gesetzt. Die Falcons erreichten den Super Bowl LI, welcher mit 28:34 gegen die New England Patriots verloren wurde. Trufant konnte jedoch auf Grund seiner Verletzung nicht am Spiel teilnehmen.
Am 18. März 2020 entließen die Falcons Trufant.

### Detroit Lions
Am 25. März 2020 unterzeichnete Trufant einen Zweijahresvertrag bei den Detroit Lions. In Detroit kam er verletzungsbedingt nur in sechs Spielen zum Einsatz, in denen ihm eine Interception gelang und er vier Pässe verhindern konnte. Am 4. März 2021 gaben die Lions bekannt, den Vertrag mit Trufant zum offiziellen Beginn der neuen Saison aufzulösen.

### Chicago Bears
Im März 2021 gaben die Chicago Bears Trufant einen Einjahresvertrag. Nachdem er aus persönlichen Gründen die Saisonvorbereitung teilweise verpasst hatte, entließen die Bears ihn am 31. August 2021 vor Beginn der Regular Season.

### New Orleans Saints
Am 7. September 2021 nahmen die New Orleans Saints Trufant unter Vertrag. Nachdem er in den ersten beiden Partien gespielt hatte, kam er in den folgenden drei Spielen nicht mehr zum Einsatz und wurde am 12. Oktober entlassen.

### Las Vegas Raiders
Am 20. Oktober 2021 schloss Trufant sich den Las Vegas Raiders an.

## Privates
Desmond Trufants ältere Brüder Marcus Trufant (u. a. Seattle Seahawks) und Isaiah Trufant (u. a. New York Jets) spielten beide schon auf der Position des Cornerbacks in der NFL.